# Luigi Arcangeli

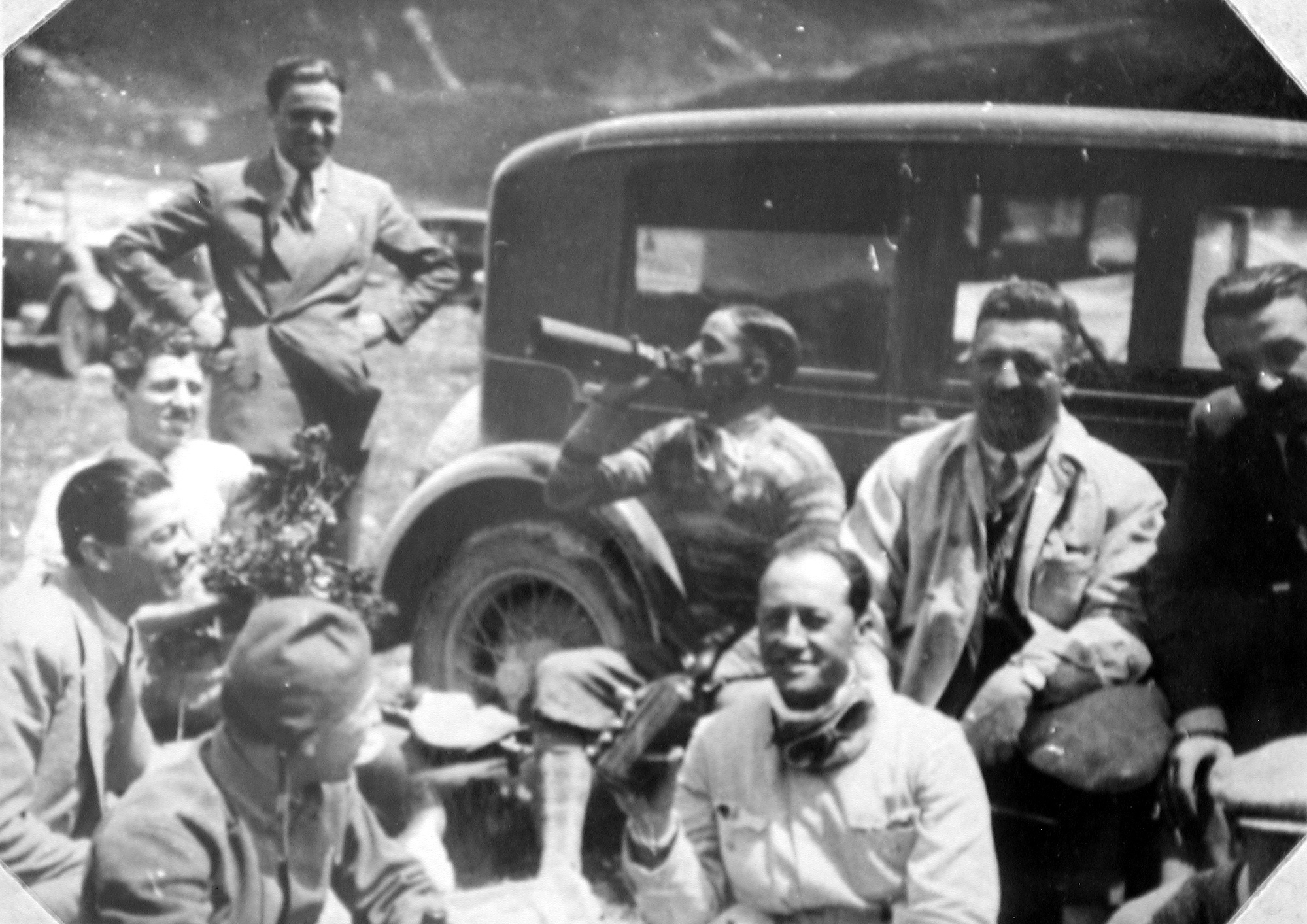
Arcangeli (vooraan rechts), met andere Alfa Romeo coureurs en Enzo Ferrari

Luigi Arcangeli (Savignano sul Rubicone, 1902 - Monza, 23 mei 1931) was een Italiaans wielrenner, auto- en motorcoureur.

## Motorfietsen
Luigi Arcangeli begon zijn sportcarrière als wielrenner. Al snel kocht hij een Motosacoche motorfiets, maar hij racete ook met Indian, Harley-Davidson, Saroléa, Garelli en Calthorpe. Toen hij wedstrijden begon te winnen werd hij aangetrokken als fabriekscoureur door Bianchi en later door Moto Guzzi en Sunbeam. In 1926, 1927 en 1928 startte hij in de Isle of Man TT. In 1926 was hij erg succesvol toen hij de race Milaan-Napels en de Giro d'Italia voor motorfietsen met een 350 cc Bianchi Bialbero won. In de Circuito dell'Infinito en in Versilia won hij met een 500 cc Norton. In de Grand Prix des Nations in Monza werd hij tweede met een 500 cc Moto Guzzi C4V achter Achille Varzi met een 500 cc Sunbeam. In dat jaar ging hij voor het eerst, samen met Pietro en Mario Ghersi, naar de Isle of Man TT. Dat was het eerste jaar dat de Italianen daar verschenen. Ze hadden het enorme nadeel dat ze de 60 km lange Snaefell Mountain Course in enkele trainingsdagen moesten leren kennen. Luigi Arcangeli werd met zijn Bianchi veertiende in de 350 cc Junior TT. In 1927 nam hij deel aan de 500 cc Senior TT en de 250 cc Lightweight TT met Moto Guzzi. In de Senior werd hij veertiende, maar in de Lightweight met de Moto Guzzi Monoalbero 250 haalde hij een knappe tweede plaats. In Italië won hij met een 500 cc Sunbeam nationale races in Helvia Recina, Stradella, Imola en Vercelli. Hij won de belangrijke Circuito del Lario lange-afstandsrace bij het Comomeer en de Grand Prix des Nations in Monza. Jammer genoeg was dit het eerste jaar dat de Grand Prix des Nations niet gelijkgeschakeld was met het Europees kampioenschap wegrace, dat in Spa-Francorchamps werd bestreden, maar zowel de "Lario" als de "Nations" waren grote wedstrijden in Italië. In 1928, toen hij al was overgestapt naar de auto's, ging hij ook nog naar de TT van Man, waar hij zonder persoonlijk succes uitkwam in de Senior- en de Junior TT met Sunbeams. Hij hielp Sunbeam wel met het winnen van de Teamprijs in de Senior TT.

## Auto's
Al in 1924 proefde hij van de autosport toen hij een rally (de Coppa di Garda) reed met een 1100 cc Amilcar. In 1927 reed hij met een Derby cyclecar in Tripoli, maar hij viel in de tweede ronde uit.
Aan het einde van de jaren twintig verloren de Italiaanse merken, die sinds 1924 de Britten goed partij hadden gegeven, de interesse in de wegrace. Dat kwam waarschijnlijk omdat de Partito Nazionale Fascista haar aandacht én steun verplaatste naar de autosport. Arcangeli volgde in 1928 zijn vriend Tazio Nuvolari naar deze sport, maar ook andere grootheden zetten die stap, zoals Ghersi, Ruggeri en Varzi. Arcangeli bleef in dat eerste jaar ook nog met motorfietsen racen.

### Scuderia Materassi
In 1928 racete hij voor het team van Emilio Materassi (Scuderia Materassi) met een Talbot-Darracq, waarmee hij in Cremona won. Bij de Coppa Acerbo in augustus in Pescara viel hij uit doordat hij in zijn gezicht geraakt werd door een steen die door een andere auto was opgeworpen. Materassi nam het stuur over en werd tweede. Arcangeli herstelde snel. Het team beschikte ook over een Bugatti T35C en daarmee won later in die maand de Circuito di Senigallia. Op 9 september was Materassi betrokken bij een vreselijk ongeluk tijdens de Grand Prix van Italië. Arcangeli had de snelste ronde gereden, maar in de 17e ronde klapte een band toen Materassi de Bugatti van Giulio Foresti inhaalde op het rechte stuk. De auto week uit naar links, vloog over een vier meter brede sloot en over een hek en stortte neer in het publiek. Materassi en twintig toeschouwers waren op slag dood. Het hele Materassi-team (Luigi Arcangeli, Antonio Brivio, Gastone Brilli-Peri en Gianfranco Comotti) trok zich terug. Drie dagen later overleed nog een gewonde toeschouwer waardoor het dodental op 22 kwam. De race werd uitgereden en gewonnen door Louis Chiron met een Bugatti, maar in de volgende twee jaren ging de Italiaanse Grand Prix niet door.
In 1929 bleef Arcangeli voor Scuderia Materassi rijden met een Talbot 700. Bij de Grand Prix van Tripoli in maart viel hij uit met een defect differentieel en ook bij de Circuito di Alessandria in april viel hij halverwege uit. In mei werd hij vierde bij de Premio Reale di Roma op het Circuito Tre Fontana. Op het Circuito di Mugello in juni viel hij met de Bugatti door een gebroken olieleiding uit, maar hij werd vierde bij de Coppa Ciano in juli met de Talbot. In de "Voiturette" klasse won hij een manche bij de Gran Premio di Monza in september maar in de finale viel hij in de voorlaatste ronde uit met ontstekingsproblemen. In de Circuito di Cremona won hij nog een manche in de Voiturette klasse.

### Officine Alfieri Maserati
In 1930 viel hij met een Maserati 26B uit in Monaco. Vanaf de Gran Premio di Tripoli werd hij opgenomen in het fabrieksteam van Maserati. Hij werd met een 2 liter Maserati 8C tweede in de tweede manche en ook tweede in de finale achter Baconin Borzacchini. In Monaco viel hij na 19 ronden uit met een defect differentieel en in de Targa Florio vloog hij door blokkerende remmen van de baan en viel korte tijd later uit. Met een Maserati 26M 8C 2500 won hij de Premio Reale di Roma. In juli reed hij al met een Alfa Romeo 6C 1750 GS in de Coppa Ciano, waar hij uitviel en met een Maserati V4 in de Coppo Acerbo waar hij crashte na vier ronden. Hij reed een Maserati 26 M 8C 2500 in de Gran Premio di Monza in september, waar hij de tweede manche won. In de finale vocht hij een hard duel uit met Achille Varzi, die won met 0,2 seconden voorsprong. Een dergelijk duel in Monza hadden deze twee vier jaar eerder met hun motorfietsen uitgevochten. 

### Scuderia Ferrari (Alfa Romeo)
In juni 1930 vertrok Arcangeli naar Alfa Romeo waar hij ging rijden onder leiding van Enzo Ferrari met Tazio Nuvolari als teamgenoot. Hij reed een aantal wedstrijden met een Alfa Romeo 1750 GS. Hij werd derde in de Colle della Maddalena heuvelklim, vierde op het Circuito Principe di Piemonto en de Vittorio Veneto Cansiglio heuvelklim. Daarnaast reed hij Grands Prix en sportautoraces. Bij de Mille Miglia viel hij uit, maar twee weken later werd hij tweede achter de OM 655S van Archimede Rosa. Daarna stapelden de overwinningen zich op: de Circuito Tre Province (Bologna-Pistoia-Modena), het Circuito de Senigallia, het Circuito Automobilistico Del Sud en de Coppa della Sila, alles won hij met zijn Scuderia Ferrari Alfa Romeo 6C 1750 GS. Aan het einde van 1930 had Arcangeli 296.000 lire aan prijzengeld gewonnen, terwijl Nuvolari "slechts" 215.080 lire won. Varzi had met 340.650 lire het meeste geld verdiend. 

### Alfa Corse
In 1931 reed hij voor het fabrieksteam Alfa Corse. Hij reed Grands Prix en sportautoraces. Nadat hij door bandenproblemen niet eens de start in Monaco had gehaald, werd hij vijfde in Alessandria. Tijdens de Mille Miglia werd hij opnieuw geplaagd door bandenproblemen. Hij viel uit nadat hij negen keer een band had verwisseld. 

### 23 mei 1931
Alfa Romeo had twee prototype monoposto's geprepareerd, die door twee naast elkaar gelegen 1750 cc zescilinders werden aangedreven, elk met een eigen aandrijflijn. Dit was de Alfa Romeo Typo A. Hoewel Giuseppe Campari de Coppa Acerbo in Pescara had gewonnen, wilden zowel Campari als Nuvolari de auto niet in de Grand Prix van Italië inzetten. Arcangeli wilde dat wel. Tijdens de trainingen op 23 mei 1931 probeerde hij de snelste tijd van Campari te verbeteren. Tijdens die ronde verongelukte hij. Hoewel er geen ooggetuigen waren, kon aan de hand van bandensporen en beschadigde bomen worden afgeleid dat hij in een slip was geraakt in de snelle Curva del Vialone. In een poging de auto onder controle te krijgen schampte hij een boom en daarna een tweede boom waardoor hij uit de auto werd geslingerd. Hij was waarschijnlijk op slag dood. De auto lag op zijn kant, niet ernstig beschadigd maar erg genoeg om niet op tijd voor de race gerepareerd te kunnen worden. Benito Mussolini stuurde een telegram waarin hij eiste dat Alfa Romeo toch zou starten én winnen. Daarop werd het andere prototype haastig gereed gemaakt in de fabriek. Volgens sommige bronnen was het Arcangeli's auto die gerepareerd werd en waarmee Nuvolari aan de start kwam. In elk geval werd Nuvolari, die met grote achterstand derde was in de race, na 33 ronden naar de pit gehaald waar hij opdracht kreeg samen te werken met Giuseppe Campari. Samen zorgden ze ervoor dat Campari met de conventionele Alfa Romeo 8C de wedstrijd won. Voor het team was dit een schrale troost na het verlies van Arcangeli.
Toen het lichaam van Luigi Arcangeli van Monza naar Savignano sul Rubicone werd gebracht stond er in elke stad en dorp onderweg veel publiek. Tijdens zijn leven stond Arcangeli er om bekend dat hij altijd gekleed was in een smetteloos witte race-overall en dat hij altijd omgeven was door mooie dames.